# Лобов, Сергей Александрович
Лобов Сергей Александрович (30 июня 1958, Воркута, Коми АССР) — генерал-лейтенант, заместитель командующего Войсками воздушно-космической обороны России.

## Карьера
В 1979 году окончил Пушкинское высшее командное училище радиоэлектроники противовоздушной обороны (ПВО).
В 1979—1985 годах проходил службу в различных должностях от командира взвода до старшего помощника начальника технологического отдела.
В 1988 году окончил Военную командную академию ПВО имени Г. К. Жукова (с отличием), после чего проходил службу в должностях начальника штаба подразделения, заместителя начальника штаба части, командира подразделения, заместителя командира части, командира воинской части в соединении контроля космического пространства.
В 2000 году окончил Военную академию Генерального штаба Вооруженных Сил РФ и был назначен заместителем командира соединения противоракетной обороны.
С 2001 по 2003 год — командир соединения контроля космического пространства.
С 2003 по 2007 год проходил службу в должности заместителя командующего объединением ракетно-космической обороны Космических войск, начальника штаба — первого заместителя командующего объединением ракетно-космической обороны (РКО) Космических войск.
С февраля 2007 года — командующий 3-й отдельной армией ракетно-космической обороны (особого назначения).
В 2009—2011 годах — начальник Главного центра предупреждения о ракетном нападении Космических войск.
В феврале 2011 года назначен заместителем командующего Космическими войсками, а в ноябре 2011 года — заместителем командующего Войсками воздушно-космической обороны. В должности заместителя командующего Войсками воздушно-космической обороны в 2012 году был также назначен уполномоченным представителем Российской Федерации для исполнения Соглашения между Российской Федерацией и Азербайджанской Республикой о статусе, принципах и условиях использования Габалинской радиолокационной станции (РЛС «Дарьял»).

## Награды
- Орден Александра Невского[источник не указан 1285 дней]
- Орден «За военные заслуги»
- Медаль «За боевые заслуги»
- другие награды.